# Fritz G. Waack

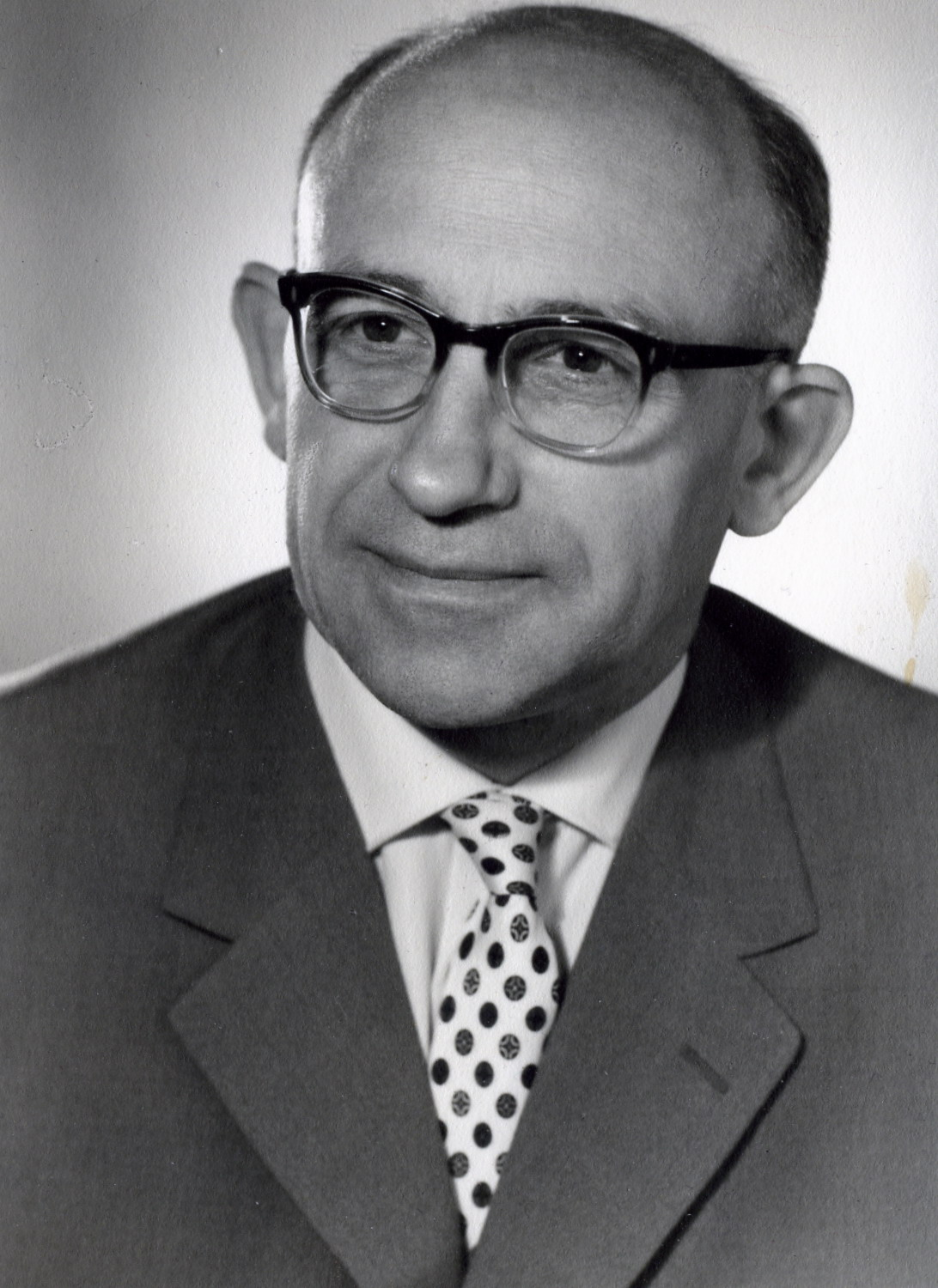
Fritz Waack (um 1970)

Fritz Gustav Waack (* 28. September 1909 in Bielefeld; † 25. März 1989 in Berlin) war ein deutscher Ingenieur und Pionier der Stereofotografie.

## Leben und Werk
Fritz Waack verbrachte seine Kindheit in Bielefeld, verlebte aber, nach dem frühen Tod der Mutter, seine Jugend in Baden-Baden. Familiär bedingt verließ er das Gymnasium kurz vor dem Abitur.
Seit dem 1. Oktober 1927 lebte er in Berlin, wo er eine Lehre als Feinmechaniker absolvierte und die Abendschule besuchte. 1931 zählte der zu den Gründungsmitgliedern des Mariendorfer Hockey-Clubs. Nach wirtschaftsbedingter Arbeitslosigkeit erhielt er 1934 im Rahmen der deutschen Wiederaufrüstung eine Anstellung bei den Askania Werken Berlin-Friedenau im Bereich der Kreisel-Technik (insbesondere für die Luftwaffe). Waack war an mehreren Firmenpatenten beteiligt und hatte eine ingenieurartige Stellung (Mitglied VDI). Wegen seines Arbeitsbereichs in der Rüstungsproduktion war er unabkömmlich gestellt, wurde jedoch von Februar bis April 1945 noch als Soldat eingesetzt.
Nach 1945 wurde Waack bei den Askania-Werken als Ingenieur weiterbeschäftigt. Aufgrund firmeninterner Umstrukturierung, bedingt durch die Wirtschaftskrise in der Rüstungsproduktion nach Ende des Koreakrieges, war er ab 1953 im Reglerbau für Kraftwerke tätig. Im Rahmen dieser Aufgaben war er mehrfach auch im Ausland bei Montageaufträgen eingesetzt. 1973 schied er aus dem Arbeitsleben aus.
Fritz G. Waack war von Jugend an von der Fotografie begeistert. In der unmittelbaren Nachkriegszeit betrieb er bis etwa 1950 in Nebenbeschäftigung ein Foto-Porträt-Studio im englischen Offiziersclub NAAFI in Berlin. Die Beschäftigung mit der Stereofotografie lag wohl an dem Umstand, dass die Askania-Werke auch Stereoskopie-Fotoapparate bauten.
Waack nahm erfolgreich an zahlreichen, auch internationalen Wettbewerben teil (Auszeichnung als Artiste de la Fédération Internationale de l’Art Photographique – AFIAP). Ab 1974 arbeitete er an der Herausgabe des stereo-journals der Deutschen Gesellschaft für Stereoskopie mit. In letzterer war er im Vorstand des Landesverbandes Berlin und fungierte des Weiteren in deren Bundesvorstand, dessen Vorsitzender er von 1981 bis 1984 war. Auch in der Internationalen Gesellschaft für Stereoskopie (International Stereoscopic Union – ISU) war Waack als Mitglied des Gründungsvorstands aktiv. Er wurde zum Ehrenmitglied der FIAP ernannt: HonAFIAP.

## Publikationen
- Fritz Waack: Anwendung von Kreiseln in Flugzeugbordinstrumenten. In: Wissen und Fortschritt. 1943, Heft 1.
- Fritz G. Waack: Stereofotografie. Selbstverlag, Berlin 1979 (2. erweiterte Auflage), auch in englischer Übersetzung (1985) wegen starker Nachfrage aus den USA
- Fritz Waack, Gerhard Kemner: Einführung in Technik und Handhabung der 3-D-Fotografie, Stereoskopie. Museum für Verkehr und Technik, Berlin 1989.